# Rally1
Le Rally1 est une catégorie de voiture de rallye, réglementée par la Fédération internationale de l'automobile. Instaurée lors de la saison 2022, elle représente l'élite du championnat du monde des rallyes, remplaçant les voitures de la catégorie World Rally Car, introduite en 1997.
Conçues pour être moins couteuses que les World Rally Cars, la principale évolution est l'ajout d'un système hybride, avant qu'il ne soit retiré pour la saison 2025. Un partenariat avec P1 Racing Fuels introduit un nouveau carburant renouvelable, et des ajustements techniques sont appliqués à la motorisation, la boîte de vitesses et les suspensions pour réduire les coûts de conception et de production.
Pour la première fois depuis la fin du Groupe B en 1986, les Rally1 sont conçus sur des châssis à structure spatiale, et la réglementation impose des limites strictes concernant l'aérodynamisme pour réduire la vitesse et les coûts. La sécurité des voitures est largement renforcée, avec l'introduction d'une cellule de sûreté universelle à toutes les voitures.

## Historique

### Élaboration du règlement (de2018à2022)
Dès 2018, la FIA annonce son intention de simplifier la nomenclature des catégories de rallye, s'inspirant du système utilisé pour les Formules en monoplace. Le 14 juin 2019, le principal organe décisionnel de la FIA, le Conseil Mondial du Sport Automobile (CMSA), approuve l'introduction d'une nouvelle catégorie destinée à remplacer les WRC à partir de 2022, avec un cycle d'homologation de cinq ans. La principale innovation réside dans l'intégration d'un système hybride, dont les spécifications sont fixées pour les trois premières années, laissant place à une éventuelle plus grande liberté technique à partir de 2024. En décembre 2019, les principales directives du futur règlement technique sont officiellement approuvées par le conseil.

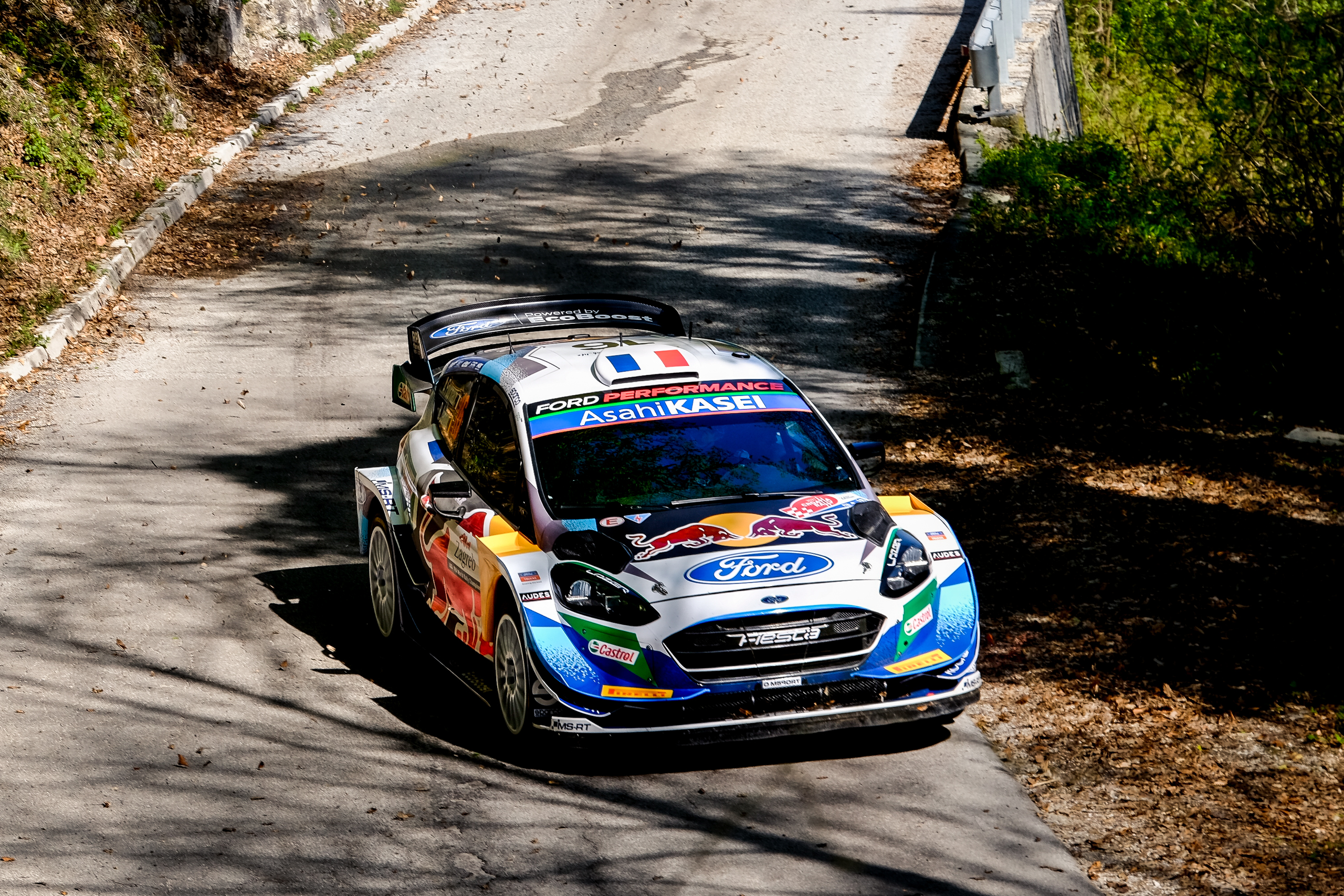
La Ford Fiesta VII WRC d'Adrien Fourmaux en 2021, appartenant à la catégorie précédente, les World Rally Cars.

Le 19 avril 2021, la FIA officialise son partenariat avec P1 Racing Fuels, désormais unique fournisseur d'un nouveau carburant renouvelable pour le championnat. Cette décision fait suite à un appel d'offres, lancé en novembre 2020, pour rendre la discipline plus durable via de nouvelles technologies. La date limite pour soumettre à la FIA les données d'homologation des moteurs est fixée au 1er janvier 2021, après quoi aucune modification n'est autorisée pendant cinq ans. Pour les livrables concernant le reste des éléments des voitures, la date limite est le 1er janvier 2022, avec une spécification gelée pour les trois années suivantes.

### Premier cycle (de2022à2024)
Deux semaines plus tard, le 15 janvier 2022, les trois équipes officielles engagées pour le championnat du monde des rallyes 2022 se réunissent à Salzbourg, au Hangar-7 de Red Bull Racing, promoteur de la compétition, pour une cérémonie de présentation officielle. À cette occasion, les équipes de Toyota Gazoo Racing, champions en titre chez les constructeurs lors de la saison 2021, ainsi que Hyundai Motorsport et l'écurie privée M-Sport, dévoilent leurs nouvelles voitures répondant à la nouvelle réglementation Rally1. Le championnat débute cinq jours plus tard, avec le Rallye Monte-Carlo.

### Second cycle (depuis2025)
Le 15 novembre 2024, la FIA officialise la fin du système hybride pour les saisons 2025 et 2026 du championnat du monde des rallyes, avant la nouvelle réglementation prévue pour 2027. Cette évolution du règlement est validée par le Conseil Mondial du Sport Automobile, suite au critiques de fiabilité et de prix de ce système.

## Réglementation

### Homologation
Les spécifications techniques des Rally1 sont définies par l'article 262 de annexe J du Code Sportif International. Les voitures Rally1 n'ont pas besoin d'être homologuées en Groupe A ou N.

### Chaîne cinématique

#### Motorisation

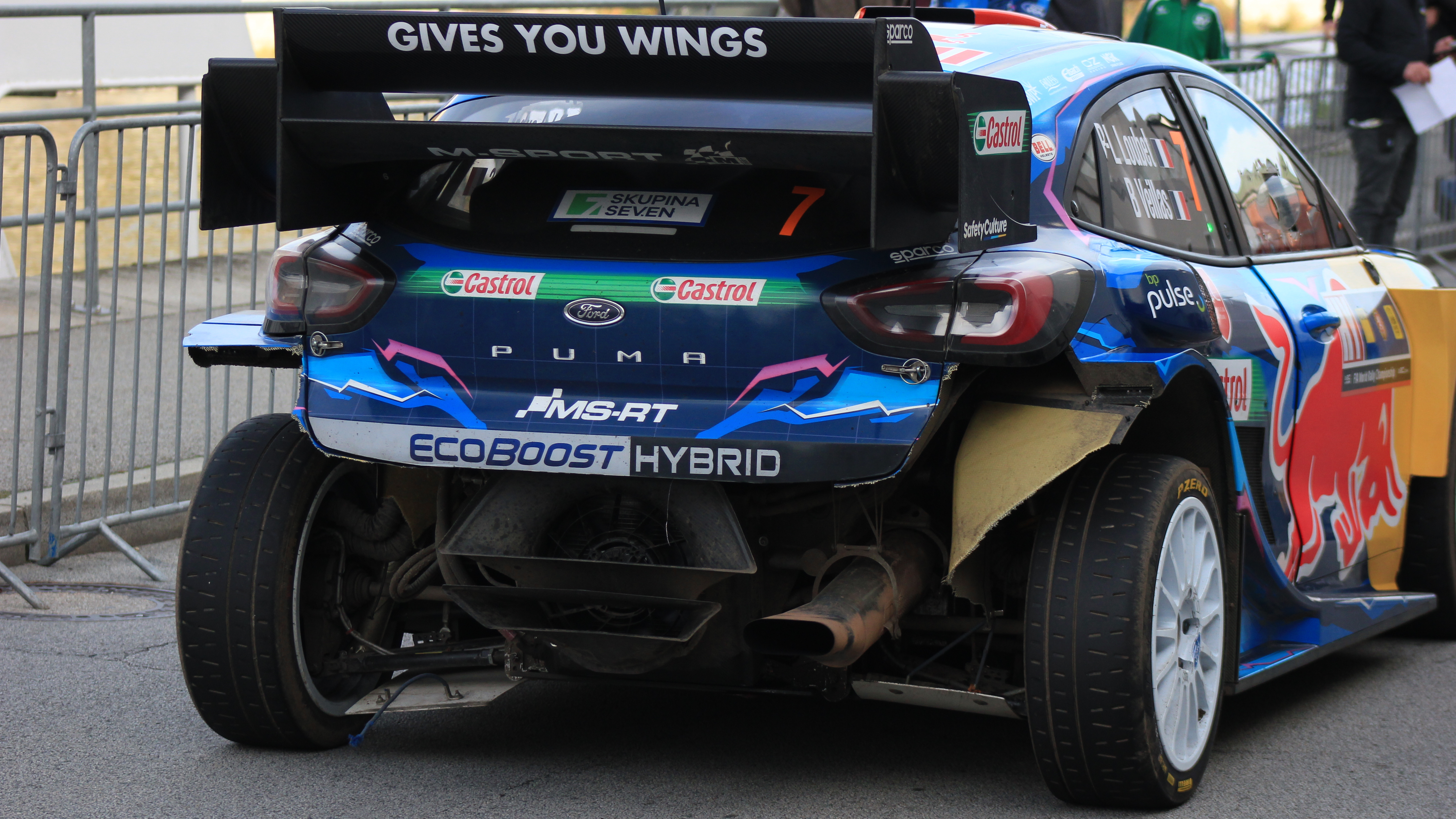
Vue de l'échappement d'une Ford Puma Rally1.

Comme pour les World Rally Cars précédentes, les moteurs des Rally1 doivent correspondre à la norme GRE, pour Global Motorsport Engine. Cette réglementation facilement déclinable, créée en 2011, équipe également depuis certaines Formule 3 et voitures de rallycross. L'objectif de la création de cette spécification par la FIA est de réduire les coûts de développement, de fabrication et d'exploitation du moteur, ainsi que de créer de la convergence des performances. Pour les Rally1, la norme GRE impose un moteur avec quatre cylindres en ligne turbocompressé, d'une cylindrée de 1,6 L développant une puissance maximale de 380 ch, et d'une masse maximale de 80 kg. Contrairement aux World Rally Cars, le turbo est grandement simplifié, et la soupape d'air frais pour le système anti-lag est supprimée. Pour la saison 2025, et afin de réduire légèrement la puissance des moteurs, le diamètre de la bride d'admission d'air passe de 36 mm à 35 mm pour toutes les Rally1.
Les moteurs des voitures Rally1 utilisent un carburant à base d'hydrocarbures non fossiles, comprenant un mélange de composants synthétiques et de biocarburants, fourni par la société P1 Racing Fuels. Ce carburant, premier de son genre à être utilisé dans un championnat du monde de la FIA, est fabriqué à partir de matières premières non fossiles, incluant exclusivement de la biomasse de deuxième génération, telle que des résidus agricoles. L'usage de ce carburant ne nécessite aucune modification matérielle du moteur des Rally1. Son pouvoir calorifique est équivalent à celui de l'essence sans plomb, et son utilisation réduit les émissions de dioxyde de carbone de 80 % par rapport aux carburants fossiles.

#### Boîte de vitesses
Les réglementations en Rally1 imposent un retour à une boîte de vitesses séquentielle à cinq rapports. Les différentiels centraux utilisés pour affiner la tenue de route des WRC sont interdits au profit de différentiels à glissement limité mécaniques à l'avant et à l'arrière, offrant une répartition fixe du couple de 50:50 entre les roues avant et arrière.

### Mécanique

#### Suspensions

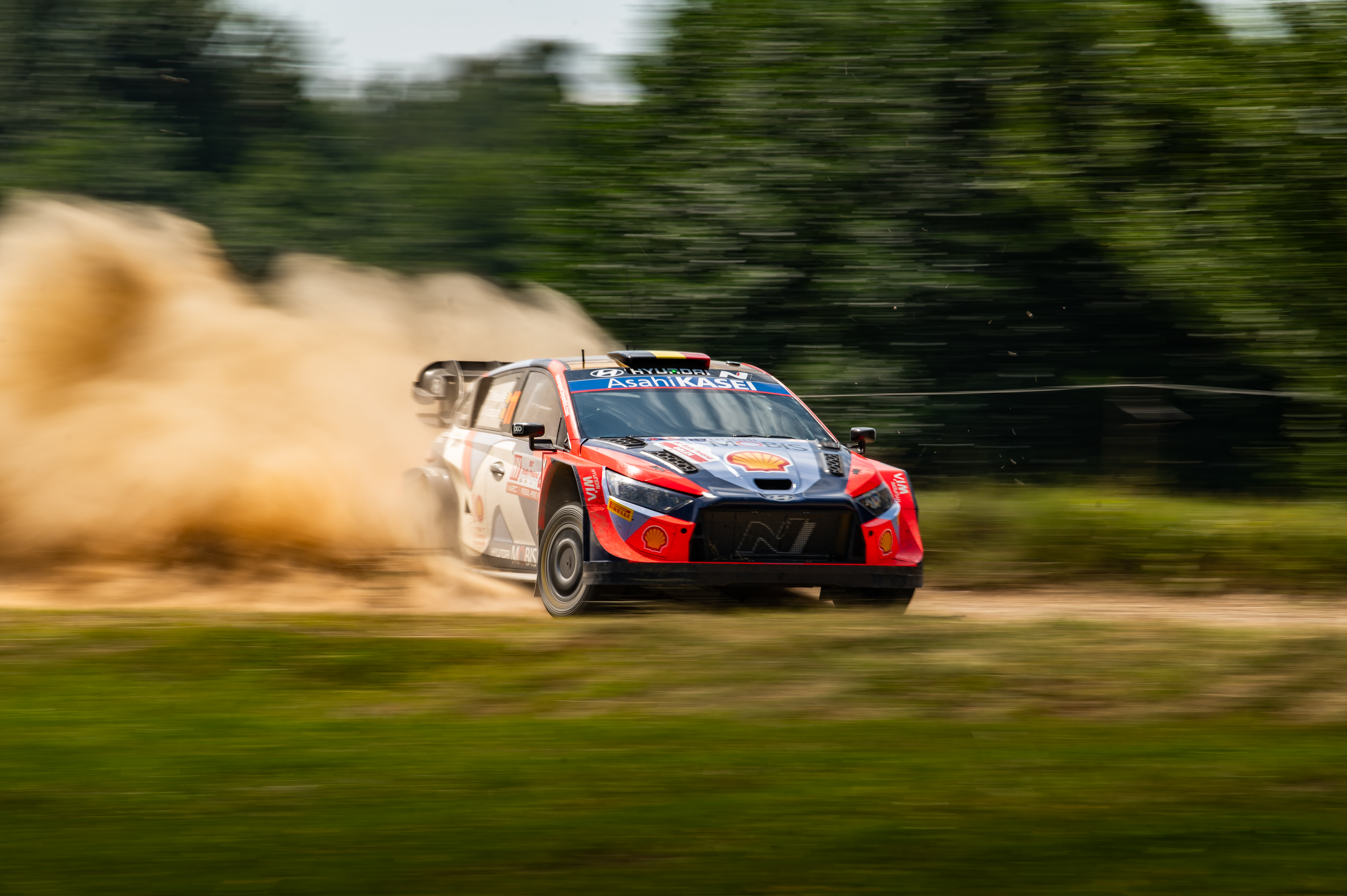
Le débattement maximal des suspensions des Rally1 est réduit à 270 mm.

La course de l'amortisseur de la jambe de force de type McPherson est limitée à 270 mm, marquant une réduction significative par rapport aux générations précédentes, n'étant soumises à aucune limite et dépassant souvent les 300 mm. Si cette modification n'a pas d'impact significatif sur les performances lors des épreuves disputées sur asphalte, elle est perceptible sur les terrains plus accidentés des rallyes en tout-terrain, où les suspensions jouent un rôle crucial dans l'absorption des chocs et la stabilité du véhicule.

#### Freinage
En fonction du type de surface où se déroule un rallye, les systèmes de freinage des Rally1 diffèrent. Sur les rallyes disputés sur asphalte, des disques de frein de 300 mm de diamètre et 24 mm d'épaisseur refroidis par air sont utilisés. Des disques plus grands, de 370 mm de diamètre et 25 mm d'épaisseur, sont installés pour les épreuves sur terre, afin de répondre aux exigences spécifiques de ces terrains.

#### Jantes et pneumatiques
Pour s'adapter au gain de masse, à la réduction de l'appui aérodynamique, et au rabaissement de la suspension des voitures Rally1, Pirelli revoit la conception de ses pneumatiques en modifiant leur composition. Ces ajustements visent à renforcer la structure des pneumatiques, afin d'atténuer les effets négatifs liés à la charge accrue et réduire l'usure exercée sur la gomme, tout en maintenant les performances nécessaires en compétition.

### Châssis

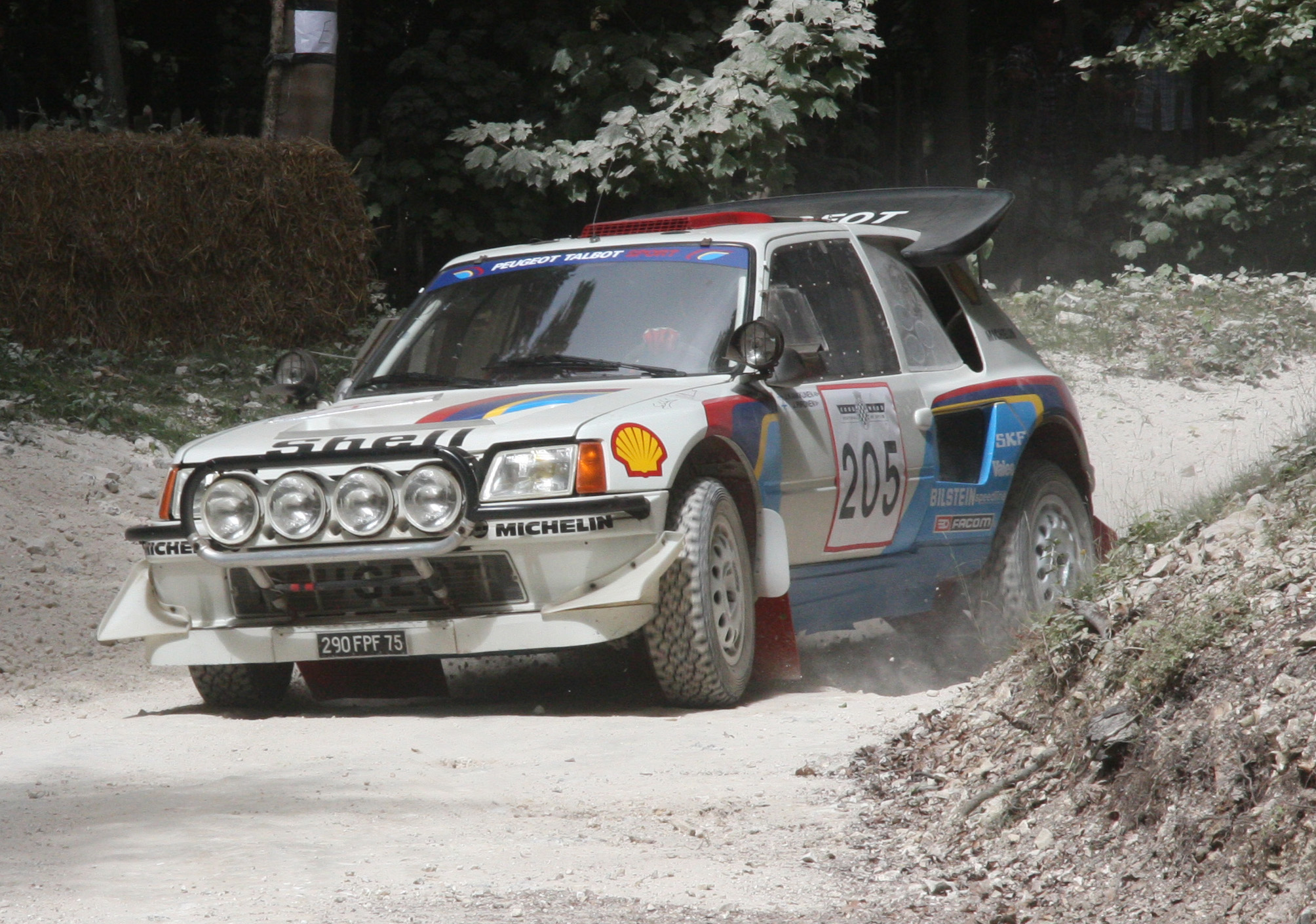
Une Peugeot 205 Turbo 16 Evo2 de 1986, du Groupe B, dernière catégorie avant les Rally1 à ne pas reposer sur le châssis d'une voiture de série.

Pour la première fois depuis l'ère du Groupe B, disparu en 1986, les voitures Rally1 adoptent un châssis à structure spatiale au lieu d'être dérivées de voitures de série. Contrairement aux deux catégories précédentes, le Groupe A et les World Rally Cars, où les véhicules sont développés à partir de monocoques renforcées de modèles de série, les Rally1 reposent sur un châssis spécialement conçu pour la compétition. Ce type de structure offre une flexibilité accrue en termes de conception, permettant une meilleure optimisation de la répartition des masses et des éléments mécaniques. Malgré cette réglementation, les Rally1 doivent clairement être identifiables à des modèles produits en série, et par conséquent les zones de rajouts de pièces aérodynamiques sont définies.
La largeur maximale d'une Rally1 est fixée à 1 875 mm, tous éléments confondus, tandis que la hauteur minimale entre le point le plus bas du châssis et le point le plus haut du toit est de 1 250 mm. La réglementation pour la garde au sol reste identique à celle des World Rally Cars, c'est-à-dire libre tant qu'aucune partie de la voiture ne touche le sol lorsque tous les pneus d'un côté sont dégonflés, sur une surface plane et avec occupants à bord. La masse à vide minimum est fixé à 1 260 kg dans les conditions de contrôle, contre 1 190 kg pour les World Rally Cars de 2017, avec une seule roue de secours.

### Aérodynamisme
La nouvelle réglementation des voitures Rally1 marque un recul significatif en matière d'aérodynamisme par rapport aux World Rally Cars, avec pour objectif principal de réduire les coûts et la vitesse. L'appui aérodynamique global des Rally1 est réduit d'environ 15 % par rapport à la génération précédente. Parmi les changements notables, plusieurs éléments sont désormais interdits, tels que le diffuseur arrière, les ouïes et les grilles d'aération. Pour compenser l'absence de diffuseur arrière, un angle maximum de 8° est autorisé sur la protection arrière, entre le différentiel et le pare-chocs, à l'endroit même où le diffuseur est positionné dans les WRC de la saison 2017. De plus, un fond plat est obligatoire entre les roues avant et arrière, avec une conception libre permettant des ouvertures pour l'extraction de la chaleur du système d'échappement.

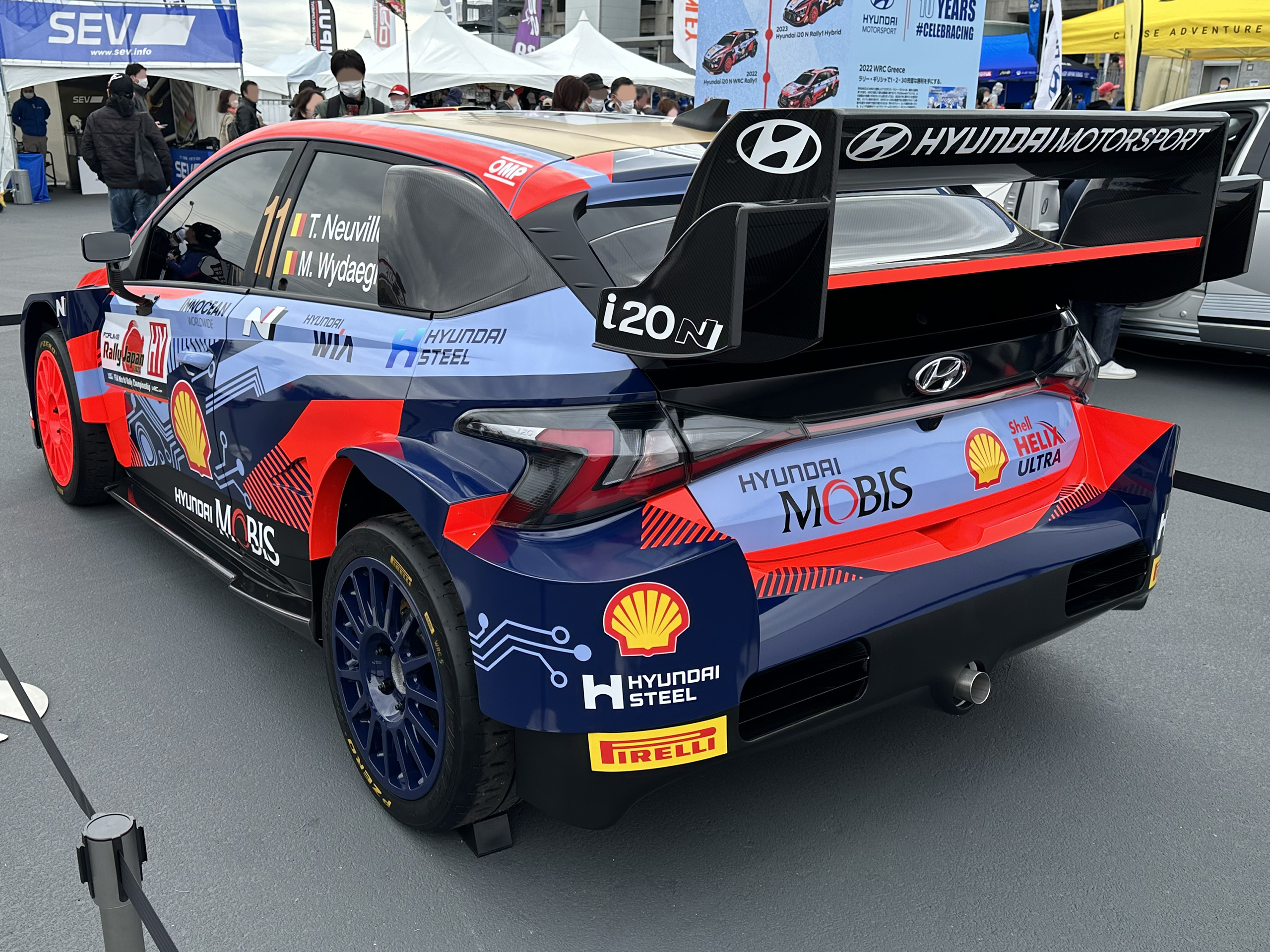
L'ouverture pour le refroidissement du système hybride d'une Hyundai i20 N Rally1, à la place de la glace de custode arrière.

Certaines solutions restent autorisées, notamment les conduits de refroidissement dans les pare-chocs et les passages de roue, mais avec des restrictions. Les roues ne doivent pas être visibles à travers ces ouvertures, et celles-ci peuvent être équipées de grillages à mailles de 10 mm maximum, mais sans persiennes. Par ailleurs, pour répondre aux besoins spécifiques du système hybride utilisé jusqu'en 2025, les ouvertures homologuées dans les panneaux des portes arrière permettent de canaliser l'air frais pour le refroidissement des batteries et du moteur électrique. Le refroidissement des autres éléments reste possible via des conduits dans le pare-chocs avant, à condition qu'ils soient dédiés aux auxiliaires définis dans le règlement, avec un seul conduit autorisé par auxiliaire. Les ouvertures homologuées pour le refroidissement du moteur et de l'habitacle peuvent également être partiellement ou totalement obturées par du ruban adhésif ou des panneaux, comme sur les modèles WRC précédents.
Afin de pouvoir reconnaitre facilement le modèle de série dont une Rally1 s'inspire, les zones d'ajouts de pièces aérodynamiques sont définies. Il n'est pas possible d'élargir la voiture sur toute sa partie haute et sur ses portes avant, ni d'autoriser un élément aérodynamique à dépasser de plus de 60 mm à l'avant, 30 mm à l'arrière et 135 mm sur les côtés.

### Sécurité
Les spécifications Rally1 reposent sur de nouveaux châssis en acier, conçus pour être plus résistants et plus sécurisés, conformément aux réglementations de la FIA, avec un empattement réduit au minimum. Lors de la conception de la structure anti-collision des futurs modèles Rally1, les équipes de Toyota Gazoo Racing, Hyundai Motorsport et M-Sport sollicitent la FIA pour établir un programme de tests collaboratif. L'objectif est de développer un système de sécurité standardisé pour toutes les équipes, régit par la FIA. Une seule série de crash-test est ainsi réalisée, par la FIA, au lieu de plusieurs tests par équipe. Les résultats de cette série de tests permettent de définir les exigences de conception en matière de sécurité, une fois partagée avec les constructeurs. En prenant en compte le volume intérieur de chacun des futurs modèles des trois équipes, ces derniers et la FIA conçoivent une cellule de sécurité universelle à toutes les voitures Rally1. Selon les études et essais de la FIA, les impacts latéraux présentent une réduction de 51 % de l'intrusion dans l'habitacle, avec une amélioration des montants A. La section du toit, touchée lors de tonneaux, offre une capacité d'absorption de l'énergie améliorée de 115 % par rapport aux carrosseries de la catégorie WRC précédente, étant renforcée par des arceaux de sécurité. Lors d'un impact frontal contre un obstacle rigide, l'intrusion dans la zone de la cloison est réduite de 70 %, offrant une meilleure protection aux jambes et aux pieds de l'équipage. Le châssis central se compose de trois arceaux principaux qui entourent le pilote et le copilote, avec une un triangle de renfort entre eux. Les sections inférieures des portes sont considérablement renforcées et dotées de grandes zones remplies de mousses de densités variables, permettant d'absorber l'énergie en cas de choc. Des structures de support sont également reliées à la cage centrale pour maintenir les ensembles de suspension avant et arrière.
La présence de la caméra de sécurité à intelligence artificielle (ou artificial intelligence safety camera, AISC) de la FIA est obligatoire dans toutes les voitures de Rally1. Cette caméra embarquée, orientée vers l'avant, surveille en continu le tracé de la spéciale et ses environs immédiats, identifie les formes et analyse la position des spectateurs dans cet environnement. La caméra haute vitesse (ou high-speed camera, HSC) orientée vers l'équipage, utilisée jusqu'ici dans toutes les World Rally Cars, est désormais simplement recommandée et non plus obligatoire.
Le système hybride, installé sur les Rally1 jusqu'en 2025, nécessite une adaptation des éléments de sécurité sur les voitures. Des éléments relatifs à l'identification des voitures Rally1, tels que l'ajout des lettres « HY » (pour « hybride ») en rouge à côté du panneau de portière avant, sont définis afin de donner aux commissaires de course, officiels et spectateurs la possibilité de différencier les véhicules à haute tension des autres. Les voitures sont dotées d'un système de signaux lumineux externes, conçu pour prévenir les spectateurs et les commissaires d'un potentiel risque haute tension en cas d'accident, garantissant ainsi leur sécurité. Ce dispositif comprend trois lumières de sécurité situées en haut du pare-brise et sur chaque côté de la voiture. En cas d'incident, si ces lumières sont vertes, cela indique qu'il n'y a aucun danger à approcher ou toucher le véhicule. En revanche, si l'alarme se déclenche en plus d'un clignotement des lumières rouge, ou si aucune lumière de n'allume, cela signale un risque potentiel lié à la haute tension, rendant formellement interdit tout contact avec la voiture. L'unité hybride des Rally1, en cas de choc très violent, est prévue pour résister à un impact d'une accélération de 70 g.

### Système hybride
Adopté jusqu'en 2025, le système hybride rechargeable des voitures Rally1 est conçu par Compact Dynamics, entreprise allemande en partenariat avec la FIA, qui fournit déjà des blocs hybrides pour la Formule 1, la Formule E et le championnat du monde d'endurance. Cet ajout de puissance a comme objectif de compenser la suppression du système anti-lag. Comme pour une automobile hybride électrique classique, les Rally1 utilisent le freinage régénératif. Ce système de récupération, limité à 30 kW maximum, permet de convertir une partie de l'énergie cinétique dissipée au freinage afin de recharger la batterie. Le bloc hybride se compose d'une boîte balistique contenant le moteur, son onduleur et sa batterie, pour une masse totale de 87 kg. La batterie de 3,9 kWh, fournie par la société autrichienne Kreisel Electric, fonctionne à une tension de 750 V, et peut être rechargée de 20 % à 80 % en environ 20 minutes au parc d'assistance. Les unités hybrides sont installées au centre du châssis des voitures, derrière les sièges du pilote et du copilote. Les seules connexions externes sont les circuits de refroidissement liquide pour le moteur, l'onduleur, la batterie, qui utilise le refroidissement direct par fluide des cellules individuelles, et le système de charge.
Avec la suppression du bloc hybride, les équipes ont obligation, pour 2025, de le remplacer par un boîtier en fibres de carbone, rempli de lests simulant les éléments internes, ou de laisser le bloc précédent vide et le compléter avec du lest. Ce boîtier doit être positionné conformément à la fiche d'homologation Rally1, tout en veillant à ce que le centre de gravité et la hauteur restent égaux ou supérieurs à ceux de la version hybride. La masse minimale est fixée à 100 kg, dont 90 kg pour le bloc factice et 10 kg supplémentaires, à répartir dans l'habitacle ou le coffre, pour compenser la suppression d'autres éléments internes liés au fonctionnement du système hybride, tels que l'arbre entre le système hybride et le différentiel arrière, les capteurs, les actionneurs ou le système de refroidissement.

#### Full Electric Mode

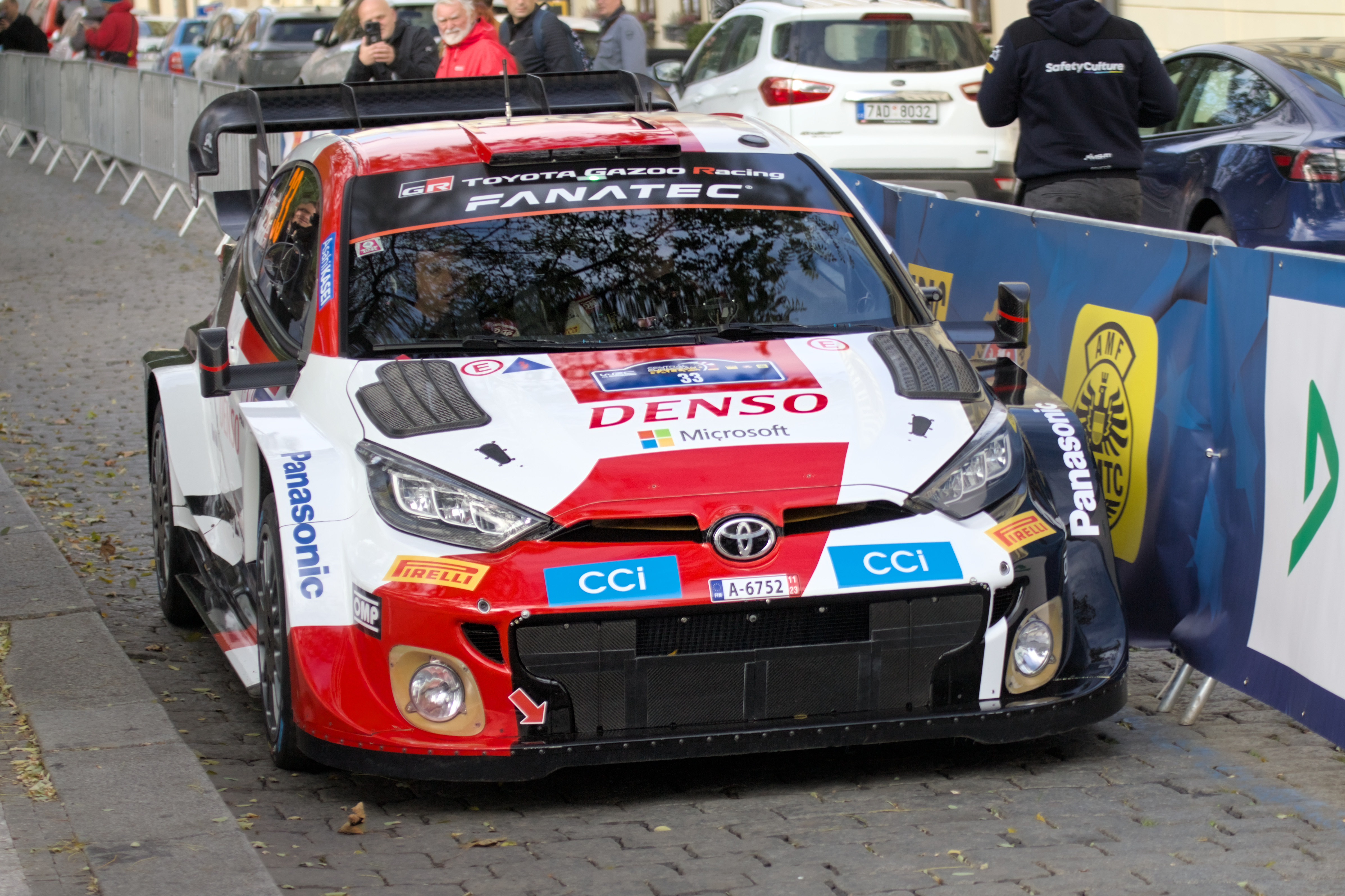
Jusqu'en 2025, sur les étapes de liaisons, les Rally1 peuvent passer en « Full Electric Mode ».

En mode entièrement électrique, les voitures Rally1 disposent d'une autonomie allant jusqu'à 20 km, selon les conditions de la route. Pour préserver la durée de vie de la batterie, la puissance est limitée à 50 %. Ce mode est accessible aux équipes sur toutes les étapes de liaisons lorsqu'elles décident de l'activer. De plus, certaines sections spécifiques sur ces liaisons, indiquées dans le roadbook, obligent les équipes à utiliser exclusivement le mode électrique, notamment à proximité du parc d'assistance et dans d'autres zones urbaines.

#### Stage Start Mode
Au départ de chaque spéciale d'un rallye, le système hybride délivre toute sa puissance, offrant jusqu'à 1 000 kJ d'énergie pour renforcer le moteur thermique. Cette assistance électrique peut durer jusqu'à 10 secondes, ou s'interrompt si le pilote relâche l'accélérateur ou appuie sur le frein.

#### Stage Mode
Lors d'une spéciale, les équipes et les pilotes peuvent concevoir jusqu'à trois cartographies personnalisées pour maximiser l'utilisation des 100 kW (136 ch) de puissance électrique, disponibles tout au long du parcours. Ces réglages, basés sur les actions du conducteur comme l'utilisation de l'accélérateur et du frein, permettent d'adapter le déploiement de l'énergie au style de pilotage et aux conditions de la route. La puissance supplémentaire lors d'une accélération peut être par exemple définie comme très forte sur une courte période, ou moyenne sur une période plus longue. La quantité d'énergie libérée à chaque pression sur l'accélérateur varie également en fonction de la longueur de la spéciale et du niveau de charge de la batterie. Pour utiliser le boost hybride, les pilotes doivent accumuler suffisamment d'énergie afin de créer une « régénération valide », généralement en un ou deux freinages. Une fois cette régénération effectuée, l'énergie électrique est disponible à la prochaine accélération, selon les paramètres définis par la cartographie sélectionnée.

## Modèles homologués
| Voiture                | Image |
| ---------------------- | ----- |
| Hyundai i20 N Rally1   |       |
| Ford Puma Rally1       |       |
| Toyota GR Yaris Rally1 |       |